# ダニー・サラザー
- ダニー・サラサー
- ダニー・サラサール

ダニエル・ダリエル・サラザー・デル・ロサリオ（Daniel Dariel Salazar del Rosario, 1990年1月11日 - ）は、ドミニカ共和国サントドミンゴ出身のプロ野球選手（投手）。右投左打。現在は、フリーエージェント（FA）。愛称はサリー。

## 経歴

### プロ入りとインディアンス時代
2006年にクリーブランド・インディアンスと契約を結んだ。
2007年に傘下のドミニカン・サマーリーグ・インディアンスでプロデビューを果たした。
2008年にアメリカに渡り、この年はルーキー級ガルフ・コーストリーグ・インディアンスに所属した。
2009年からの3年間はA級レイクカウンティ・キャプテンズに所属した。
2010年8月にトミー・ジョン手術を受け、翌年途中までリハビリ生活を送る。
2011年シーズン終了後の11月18日にはルール・ファイブ・ドラフトでの流出を防ぐためにインディアンスの40人枠入りした。
2012年はA+級カロライナ・マドキャッツとAA級アクロン・エアロズでプレーした。
2013年は開幕をAA級アクロン・エアロズで迎え、5月にAAA級コロンバス・クリッパーズに昇格。さらに7月にメジャー初昇格を果たした。7月11日のトロント・ブルージェイズ戦で先発し、5回終了まで無安打に封じて6回1失点・7奪三振の投球で初登板初勝利を挙げるなど鮮烈なメジャーデビューを飾った（このデビュー戦での7奪三振はルイス・ティアントが1964年7月19日のニューヨーク・ヤンキース戦で記録した11個に次いで球団史上2番目の多さである。 ）。翌12日にはコロンバスに降格となったが、8月に再昇格すると先発ローテーションに定着。2度目の先発となった8月7日のデトロイト・タイガース戦ではミゲル・カブレラから3打席連続三振を奪う快投を見せた。10月1日に行われたタンパベイ・レイズとのワイルドカードゲームでは先発の大役を任された（結果は4回3失点で敗戦投手）。シーズン成績は10試合に登板して2勝3敗・防御率3.12の成績を残した。また、50イニングで64奪三振を奪い、奪三振率は11.25と高い数値を記録した。
2014年は、プレシーズン・ゲームでは調子が上がらなかったが、チームの期待を背負って先発ローテーションに入れられた。だが、打ち込まれる場面が目立ち、一旦はマイナー降格した。だが、復帰後は安定したピッチングを見せ、最終的には防御率4.25・6勝8敗・奪三振率9.8という成績をマークした。
2015年も先発ローテーションに入り、この年は30試合に投げて初めて規定投球回に到達。防御率3.45・チームの勝ち頭タイとなる14勝を挙げたほか、リーグ7位の195奪三振を記録 (奪三振率9.5) するなど、大ブレイクを果たした。
2016年9月9日のミネソタ・ツインズ戦で右前腕部の張りを訴え、負傷降板した。9月12日にMRI検査を受けた結果、屈筋の炎症と診断され、多血小板血漿（PRP）の注射療法を受けた。約10日間のノースロー調整を余儀なくされ、全治3～4週間で残りレギュラーシーズンは全休することになった。離脱するまでに25試合に先発登板し、防御率3.87・2年連続2ケタ勝利となる11勝6敗・3シーズンぶりの10.0超となる奪三振率10.6・オールスターゲームに選出されている。10月25日にワールドシリーズのアクティブロースターに登録された。
2017年は5月までに3勝5敗・防御率5.50と不調で、6月6日に右肩の故障で故障者リスト入りした。結果、この年は23試合登板（先発19、リリーフ4）に終わり、5勝6敗・防御率4.28と3年連続2桁勝利はならなかった。
2019年は2年ぶりに実戦復帰を果たしたが、肩のケガの影響などで速球の平均球速が2017年以前の95mph（約153km/h）から86mph（約138km/h）に低下。メジャーでの登板は1先発のみであった。オフの11月4日にFAとなった。

### ヤンキース傘下時代
2022年4月13日にニューヨーク・ヤンキースとマイナー契約を結んだ。3シーズンぶりのMLB組織との契約であり、怪我からの復活が期待されたが、実戦登板は傘下AAA級スクラントン・ウィルクスバリ・レイルライダースでの2試合に留まり、9月20日に自由契約となった。

## 投球スタイル
最速161km/h、平均球速152km/hのフォーシームが投球全体の半分以上を占め、次いで約138km/hのチェンジアップ、約151km/hのツーシームを多投し、チェンジアップをウイニングショットとしている。また、約128km/hのカーブ、約137km/hのスライダーの計5球種を持ち球とする。マイナー時代からメジャー昇格後にかけて、チェンジアップとスライダーを武器としてきたが、2015年からカーブを投げ始めたことでスライダーの割合が減少し、2016年にはツーシームよりも頻度が少なくなった。

## 詳細情報

### 年度別投球成績
| 年 度    | 球 団    | 登 板 | 先 発 | 完 投 | 完 封 | 無 四 球 | 勝 利 | 敗 戦 | セ 丨 ブ | ホ 丨 ル ド | 勝 率 | 打 者 | 投 球 回 | 被 安 打 | 被 本 塁 打 | 与 四 球 | 敬 遠 | 与 死 球 | 奪 三 振 | 暴 投 | ボ 丨 ク | 失 点 | 自 責 点 | 防 御 率 | W H I P |
| -------- | -------- | ----- | ----- | ----- | ----- | -------- | ----- | ----- | -------- | ----------- | ----- | ----- | -------- | -------- | ----------- | -------- | ----- | -------- | -------- | ----- | -------- | ----- | -------- | -------- | ------- |
| 2013     | CLE      | 10    | 10    | 0     | 0     | 0        | 2     | 3     | 0        | 0           | .400  | 211   | 52.0     | 44       | 7           | 15       | 0     | 0        | 65       | 3     | 0        | 18    | 7        | 3.12     | 1.13    |
| 2014     | CLE      | 20    | 20    | 1     | 1     | 0        | 6     | 8     | 0        | 0           | .429  | 474   | 110.0    | 117      | 13          | 35       | 4     | 3        | 120      | 3     | 0        | 57    | 52       | 4.25     | 1.38    |
| 2015     | CLE      | 30    | 30    | 0     | 0     | 0        | 14    | 10    | 0        | 0           | .583  | 757   | 185.0    | 156      | 23          | 53       | 1     | 7        | 195      | 3     | 2        | 79    | 71       | 3.45     | 1.13    |
| 2016     | CLE      | 25    | 25    | 0     | 0     | 0        | 11    | 6     | 0        | 0           | .647  | 584   | 137.1    | 121      | 16          | 63       | 3     | 2        | 161      | 9     | 3        | 61    | 59       | 3.87     | 1.34    |
| 2017     | CLE      | 23    | 19    | 0     | 0     | 0        | 5     | 6     | 0        | 0           | .455  | 439   | 103.0    | 94       | 14          | 44       | 0     | 3        | 145      | 6     | 0        | 51    | 49       | 4.28     | 1.34    |
| 2019     | CLE      | 1     | 1     | 0     | 0     | 0        | 0     | 1     | 0        | 0           | .000  | 17    | 4.0      | 4        | 2           | 3        | 0     | 0        | 2        | 0     | 0        | 2     | 2        | 4.50     | 1.75    |
| MLB：6年 | MLB：6年 | 109   | 105   | 1     | 1     | 0        | 38    | 34    | 0        | 0           | .528  | 2482  | 591.1    | 536      | 75          | 213      | 8     | 15       | 688      | 24    | 5        | 268   | 251      | 3.82     | 1.27    |

- 2019年度シーズン終了時

### 年度別守備成績
| 年 度 | 球 団 | 投手（P） | 投手（P） | 投手（P） | 投手（P） | 投手（P） | 投手（P） |
| 年 度 | 球 団 | 試 合     | 刺 殺     | 補 殺     | 失 策     | 併 殺     | 守 備 率  |
| ----- | ----- | --------- | --------- | --------- | --------- | --------- | --------- |
| 2013  | CLE   | 10        | 3         | 2         | 0         | 1         | 1.000     |
| 2014  | CLE   | 20        | 3         | 6         | 0         | 1         | 1.000     |
| 2015  | CLE   | 30        | 11        | 17        | 3         | 1         | .903      |
| 2016  | CLE   | 25        | 5         | 9         | 1         | 0         | .933      |
| 2017  | CLE   | 23        | 3         | 5         | 1         | 0         | .889      |
| 2019  | CLE   | 1         | 0         | 0         | 0         | 0         | ----      |
| MLB   | MLB   | 109       | 25        | 39        | 5         | 3         | .928      |

- 2019年度シーズン終了時

### 記録
- MLBオールスターゲーム選出：1回（2016年）

### 背番号
- 31 (2013年 - 2019年)